# Pangasius sanitwongsei
Pangasius sanitwongsei ist eine Fischart aus der Familie der Haiwelse und mit bis zu annähernd drei Metern Länge eine der größten Süßwasserfischarten der Welt. Sie kommt in den Flusssystemen Mae Nam Chao Phraya und des Mekong in Südostasien vor und gilt auf Grund von Überfischung und Habitatverlust als vom Aussterben bedroht. Innerhalb der Haiwelse ist die Art ungewöhnlich auf Grund ihrer Größe und ihrer Ernährung als Raubfisch, der auch an größere Beutetiere geht. Ein allgemein gebräuchlicher deutscher Name existiert nicht, die Art wird besonders in der Aquaristik aber teilweise als Hochflossen-Haiwels, Vielfraß-Haiwels oder Thaishark bezeichnet.

## Merkmale

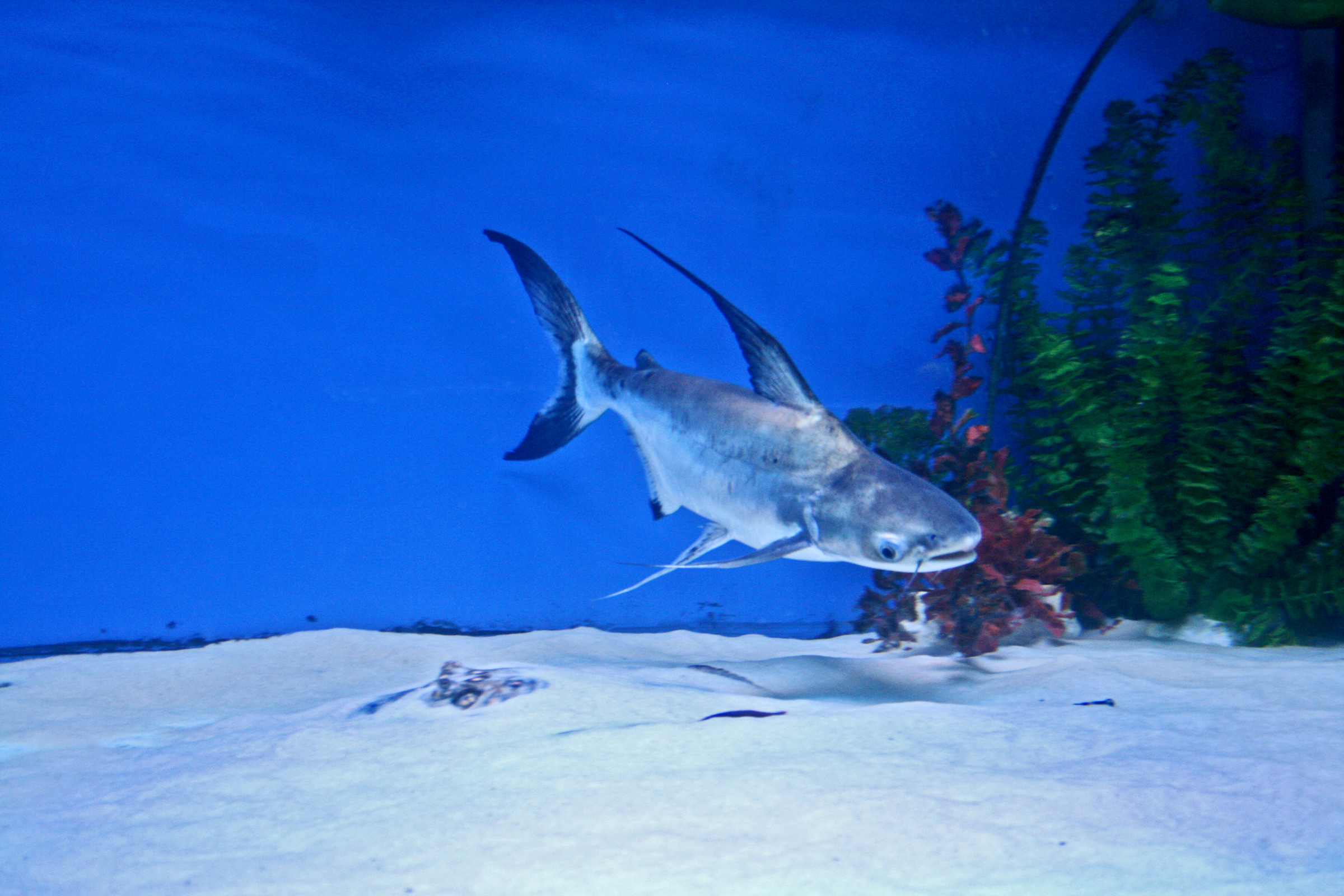
Das breite Maul und die fädigen Fortsätze an den Flossen sind typisch für die Art

Pangasius sanitwongsei weist den typischen Körperbau der Haiwelse mit schuppenlosem, langgestrecktem und seitlich abgeflachtem Körper auf. Von den anderen Arten der Familie unterscheidet er sich durch den sehr breiten Kopf und die fadenartig verlängerten Weichstrahlen an Brust-, Bauch-, After- und Rückenflosse. Nach dem Mekong-Riesenwels (Pangasianodon gigas) ist Pangasius sanitwongsei die größte Art der Familie. Das längste wissenschaftlich vermessene Exemplar war zweieinhalb Meter lang, viele Autoren sehen ältere Angaben von bis zu drei Metern oder sogar darüber aber als glaubwürdig an. Als Maximalgewicht werden bis zu 300 Kilogramm angegeben. Tiere dieser extremen Größe werden allerdings heute nicht mehr angetroffen, was wahrscheinlich eine Folge des starken Bestandsrückgangs ist. Der Körper ist mattgrau oder dunkel grünlich bis fast schwarz mit hellerem Bauch. Über der Afterflosse liegt ein heller Fleck, ebenso über jeder der Brustflossen, letztere können mit der hellen Bauchfärbung zusammenhängen und treten bei keiner anderen Art der Gattung auf. Die Rücken-, Fett- und Schwanzflosse sind schwarz, die Brust- und Bauchflossen dunkelgrau und die Afterflosse hell mit dunklen Bereichen, wobei die ersten Strahlen schwarze Spitzen aufweisen, die besonders bei Jungtieren deutlich ausgeprägt sind.
Kopf und Maul von Pangasius sanitwongsei sind für einen Haiwels sehr breit, der Kopf endet abgerundet bis fast stumpf. Die Augen sind klein und sitzen relativ tief an den Seiten. Die Barteln sind schlank und relativ kurz, wobei das obere Paar etwas länger ist. Die Zähne an Gaumenbein und Pflugscharbein bilden ein einziges, halbmondförmiges Zahnfeld. Die Kiemenreuse trägt am ersten Bogen 16 bis 21 Strahlen. Die Zahl der Wirbel beträgt 50 bis 52, wovon 21 bis 23 im Abdomen liegen, was beides die höchsten Zahlen aller Haiwelse sind. Die Schwimmblase ist zweikammerig und liegt vollständig im Abdomen.
Die Rückenflosse weist zwei unverzweigte Hartstrahlen und sieben verzweigte Weichstrahlen auf. Dabei ist der zweite Hartstrahl im unteren Bereich hinten schwach gesägt und trägt einen langen filamentösen Fortsatz, so dass er insgesamt die Hälfte der Gesamtlänge von Kopf und Rumpf erreichen kann. Die verzweigten Strahlen nehmen in der Länge zunehmend stark ab, so dass die Flosse spitz dreieckig verläuft. Bei den Brust- und Bauchflossen weist jeweils der äußerste, harte Strahl einen langen fadenförmigen Fortsatz auf. Bei den Brustflossen kann dieser Strahl bei großen Tieren bis zu 60 Zentimeter Länge erreichen und ist kräftig genug, um bei unvorsichtigem Umgang mit den Tieren zu schweren Verletzungen zu führen. Die Afterflosse weist vier Hart- und 26 Weichstrahlen auf, wobei der zweite Hartstrahl wiederum filamentös verlängert ist. Besonders bei älteren Tieren können die filamentösen Fortsätze auch fehlen, vor allem bei den Brust-, Bauch- und Afterflossen, was wahrscheinlich auf Verletzungen zurückzuführen ist.

## Vorkommen

Lage des Mekong (grün) mit Mekongfällen (lila), des Tonle Sap (blau) und des Chao-Phraya-System (rot) in Südostasien

Die Art kommt ursprünglich im Mae Nam Chao Phraya und im Mekong sowie deren größeren Nebenflüssen vor. Im Mekong existieren wahrscheinlich zwei Populationen, die durch die Mekongfälle getrennt werden, welche die Art im Gegensatz zu den meisten anderen Haiwelsen nicht überquert. Die südliche Population bewohnt den Fluss von der oberen Mekongmündung nahe der Grenze von Kambodscha und Vietnam bis direkt unterhalb der Mekongfälle nahe der Grenze von Kambodscha und Laos. Die nördliche Population bewohnt den Strom oberhalb der Mekongfälle in Laos und Thailand wahrscheinlich bis nach Myanmar und Süd-China. Heute sind die natürlichen Vorkommen von Pangasius sanitwongsei im Chao Phraya und dem Mekong in Thailand wahrscheinlich zusammengebrochen.

## Lebensweise
Über die Lebensweise von Pangasius sanitwongsei ist bisher nur wenig bekannt. Die erwachsenen Fische halten sich wahrscheinlich ausschließlich im Hauptstrom und größeren Nebenflüssen auf, ohne in der Regenzeit in die Überschwemmungsgebiete einzudringen, während jüngere Tiere auch in kleinere Flüsse nahe der Hauptströme vordringen. In der Trockenzeit ziehen sich die großen Tiere in tiefe Pools am Boden des Hauptstroms zurück, die sie wahrscheinlich nur zum Fressen verlassen.
Die Tiere sind Fleischfresser, die sich vorwiegend von Fischen und Krustentiere ernähren, wobei wandernde Fische bei älteren Tieren wahrscheinlich den Großteil der Beutetiere ausmachen. Ältere Tiere gehen auch an größere Beutetiere und treibendes Aas, was für Haiwelse ungewöhnlich ist. Die Art wird deshalb gelegentlich als „dog-eating catfish“ (englisch für ‚Hundefressender Wels‘) bezeichnet. Jungtiere ernähren sich vorwiegend von Insekten und Insektenlarven.
Die Fortpflanzungszeit liegt zwischen Mai und Juli. Dazu wandern die erwachsenen Tiere aus ihren Trockenzeitrefugien flussaufwärts in die Laichgebiete. Diese Wanderung wird durch die fallenden Wasserpegel am Ende der Regenzeit ausgelöst. Die genauen Laichgründe sind noch unbekannt. Die Eier sind klebrig und haben einen Durchmesser von zwei bis zweieinhalb Millimetern. Nach dem Schlüpfen lassen sich die Jungfische flussabwärts treiben. Ab Mitte Juni kommen Jungtiere mit einer Länge von etwa zehn Zentimetern vor.

## Beziehung zum Menschen

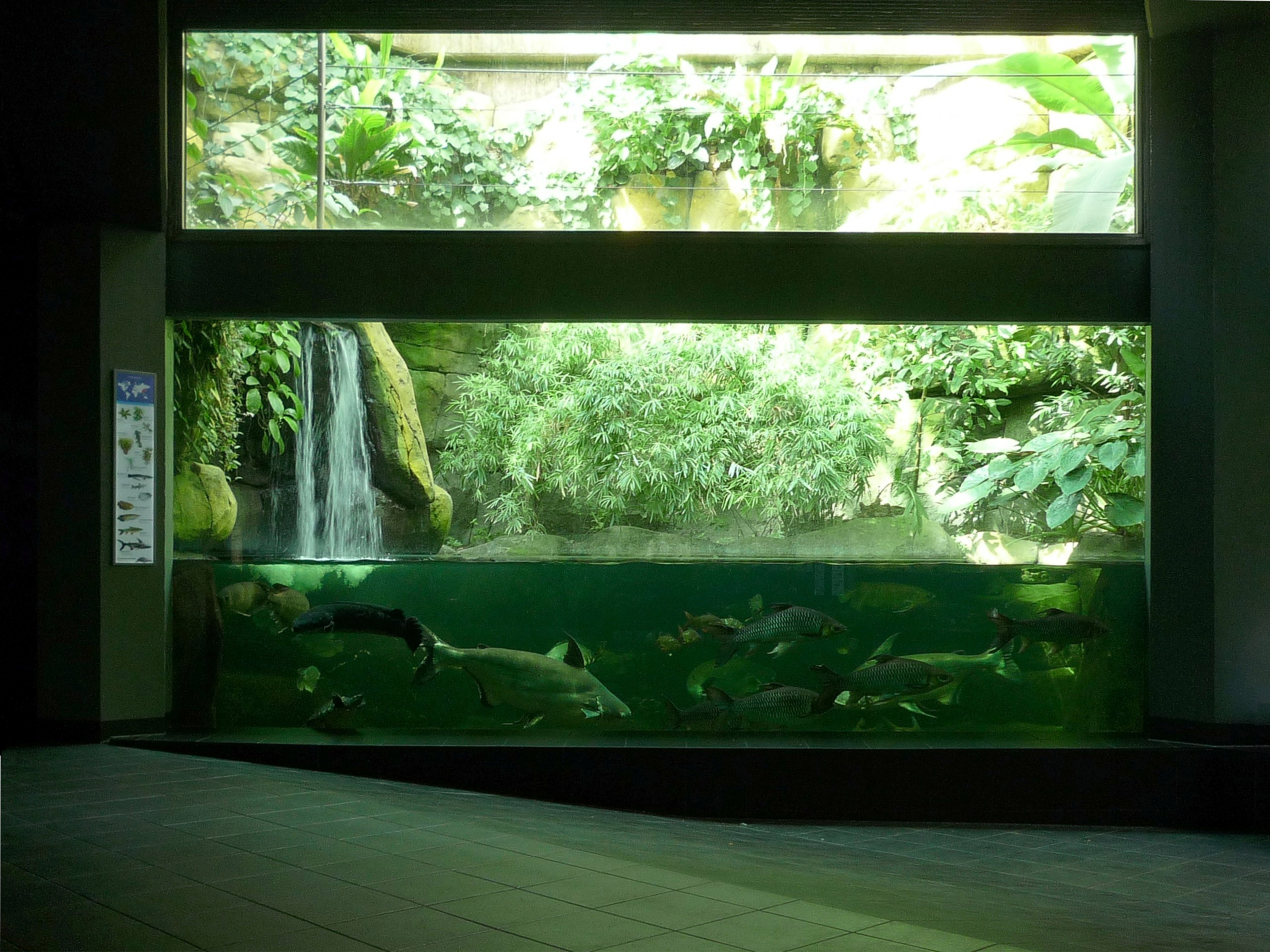
Pangasius sanitwongsei mit anderen Großfischen im Südostasienbecken des Aquarium Berlin

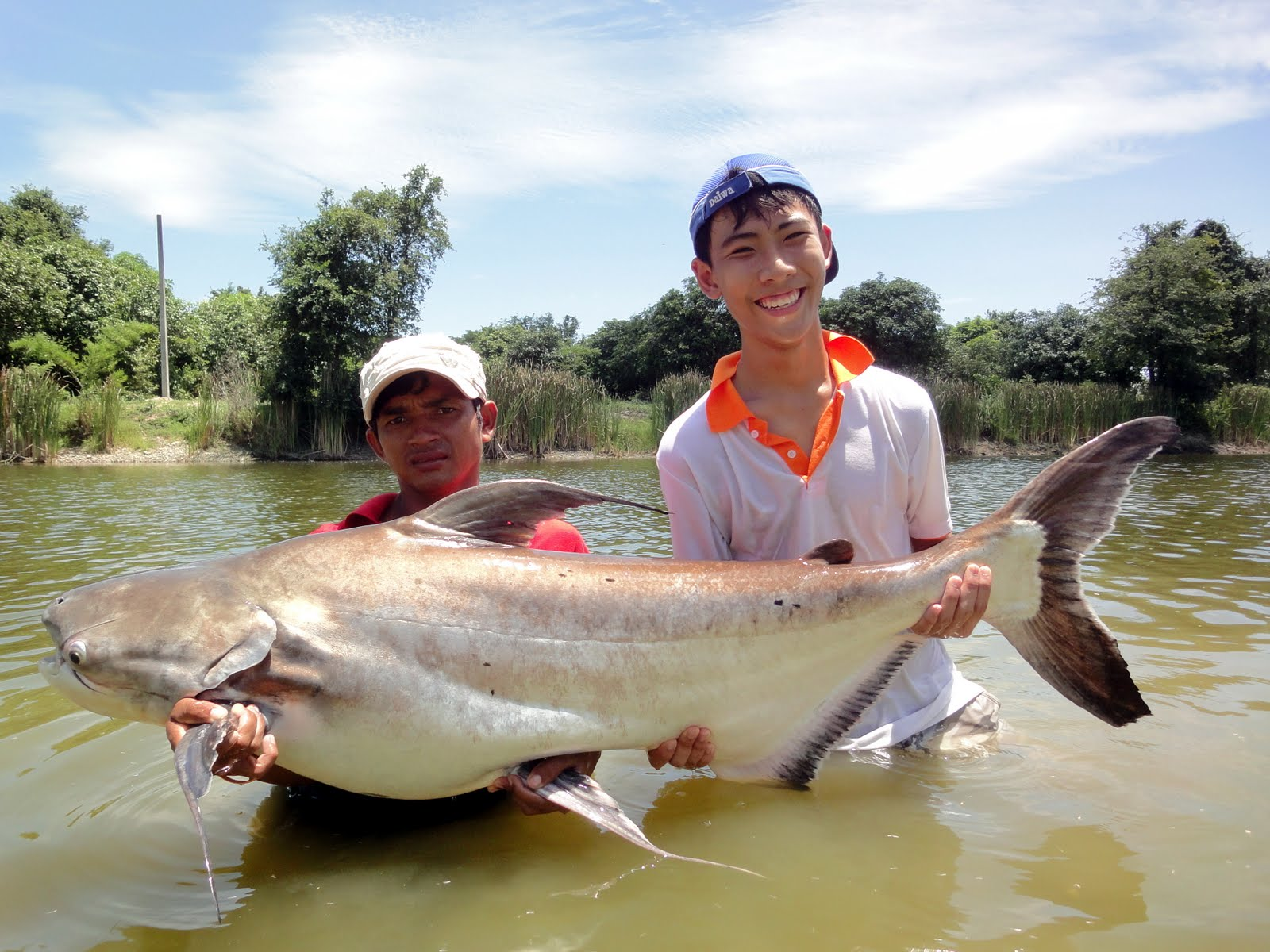
70 kg schwerer Pangasius sanitwongsei aus einem Fischteich in Thailand

Es gibt Hinweise darauf, dass Pangasius sanitwongsei eine Rolle in verschiedenen älteren südostasiatischen Kulturen spielt. So gibt es ein Relief in Angkor Wat, das einen großen, schuppenlosen Fisch in einem heiligen Teich beim Verschlingen eines vierbeinigen Tieres zeigt. In Laos wurden die beiden großen Haiwelsarten P. sanitwongsei und P. gigas traditionell nach religiösen Feiern verzehrt. Die Art wird auch sonst als Speisefisch genutzt, wobei die Qualität von verschiedenen Autoren unterschiedlich bewertet wird. Sie werden mit Netzen und Angeln gefangen, spielen aber heute auf Grund ihrer Seltenheit in der Fischerei am Mekong keine Rolle mehr. Große Tiere wurden gezielt mit Geflügel- oder Hundekadavern geködert und teilweise vor dem Verkauf durch Abschneiden der Flossen unkenntlich gemacht, da sie als Aasfresser sonst schlechter verkäuflich wären. Aufgrund ihrer Größe und des schnellen Wachstums wurden auch erste Versuche unternommen, die Art in Aquakultur zu ziehen. Gelegentlich werden die Tiere auch als Aquarienfisch gehalten, als großer Raubfisch eignen sie sich allerdings nur für sehr große Schauaquarien. Im Aquarium Berlin leben mehrere Tiere in einem sechs Meter großen Becken. Auf Grund ihrer Größe und Kraft ist die Art auch bei Sportfischern beliebt und wird zu diesem Zweck in verschiedenen „Fishing Parks“ in Thailand gehalten.
Pangasius sanitwongsei gilt im Wildbestand als vom Aussterben bedroht und ist aus Teilen des ursprünglichen Verbreitungsgebietes bereits verschwunden. Als Hauptbedrohungsfaktor gilt die Überfischung, vor allem als Speisefisch und im geringeren Umfang als Fang für Aquarien. Daneben leidet die Art wahrscheinlich unter dem Verlust geeigneter Lebensräume durch den Ausbau des Mekong für die Schifffahrt und die damit einhergehende Zerstörung möglicher Laichgebiete, sowie unter der Behinderung der Wanderungen durch den Bau von Dämmen, welche Hindernisse darstellen und den Überflutungszyklus des Flusses verändern. 1967 wurde der Bestand im Chao Phraya auf 2000 Tiere geschätzt und innerhalb der letzten drei Generationen ist der Gesamtbestand um geschätzte 99 % eingebrochen. 1989 wurde Pangasius sanitwongsei von der Provinzverwaltung von Yunnan (China) als geschützte Art der Klasse II eingestuft und er wird seit 2009 auf der Roten Liste der IUCN als Critically Endangered (vom Aussterben bedroht) geführt. In Thailand werden künstlich vermehrte Tiere als Erhaltungsmaßnahme ausgesetzt, wobei allerdings kein genetisch kontrolliertes Zuchtprogramm existiert. Das größte Hindernis für einen effektiven Schutz der Art ist, dass man über ihre Lebensweise zu wenig weiß, weshalb zum Beispiel ein gezielter Schutz der Laichgebiete nicht möglich ist.

## Taxonomie und Systematik
Pangasius sanitwongsei wurde 1931 von Hugh McCormick Smith erstmals wissenschaftlich beschrieben. In dieser Arbeit wurden allerdings zwei Tiere als eigene Arten beschrieben, die wahrscheinlich zur gleichen Art gehören: Pangasius beani  anhand eines 15,3 Zentimeter langen Jungtieres, benannt nach dem für Fische zuständigen Assistant Curator des United States National Museum Barton Appler Bean, und Pangasius sanitwongsei anhand eines 61,3 Zentimeter langen Tieres, der zu Ehren von Yai S. Sanitwongse benannt wurde, welcher Smith auf die Art aufmerksam gemacht hatte. Da Smith und die ihm folgenden Autoren in fast allen späteren Arbeiten nur noch den Namen Pangasius sanitwongsei verwendeten, wurde dieser in der Revision der Pangasiidae von Roberts und Vidthayanon als gültiger wissenschaftlicher Name anerkannt. Molekularbiologische Untersuchungen zeigen Pangasius sanitwongsei innerhalb der Gattung als relativ abgeleitete Art, die mit keiner der anderen Arten besonders nah verwandt ist. Die genaue Position innerhalb der Gattung konnten sie aber nicht auflösen. Die evolutionäre Trennung von den anderen Arten der Gattung fand wahrscheinlich im frühen Pliozän vor etwa 5 Millionen Jahren statt.